# ركش

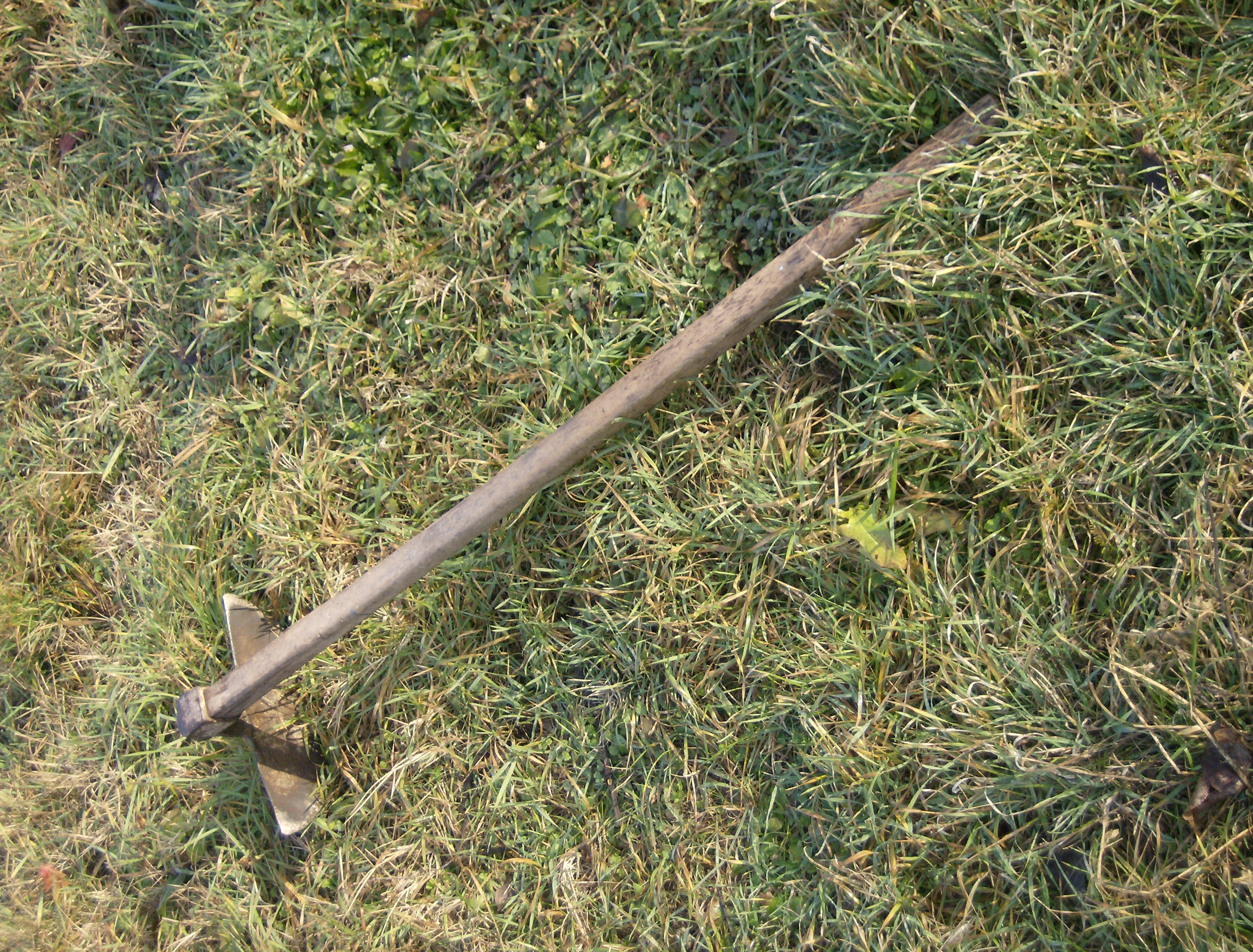
معزقة لها رأس مدور

رَكْش أو رِكَاش هو كري التربة لتفكيك تماسكها حول النبات ولمنع تبخر رطوبتها ولتنشيط انفعالات الخمائر وعمل الميكروبات الهوائية.

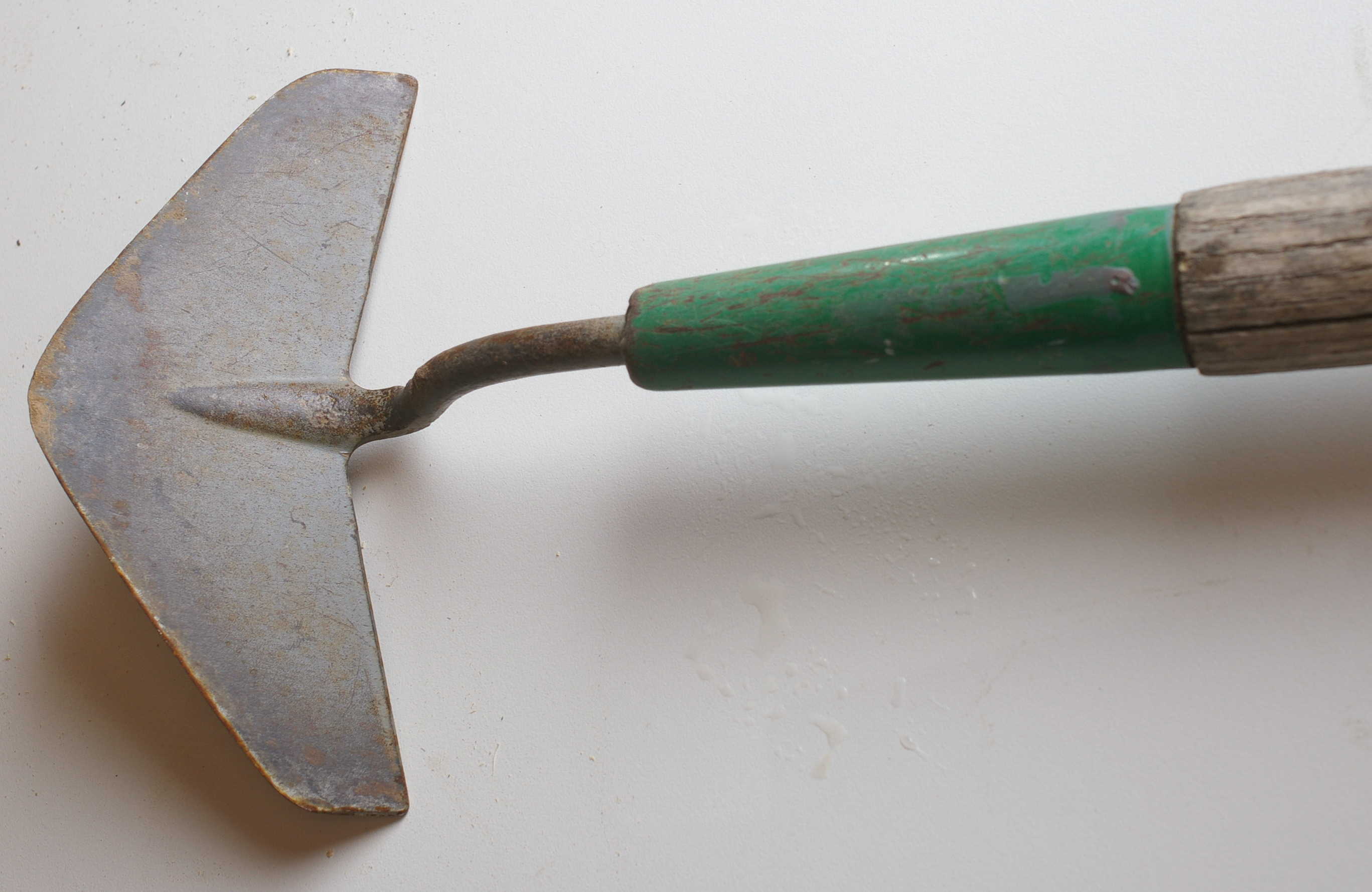